# Куклямов, Абдулла
Абдулла Куклямов — советский хозяйственный, государственный и политический деятель, Герой Социалистического Труда.

## Биография
Родился в 1922 году в кишлаке Жинган. Член КПСС с 1954 года.
С 1938 года — на хозяйственной, общественной и политической работе. В 1938—1985 гг. — колхозник, механизатор, бригадир-механик, бригадир колхоза имени Хамзы Свердловского района Бухарской области Узбекской ССР.
Указом Президиума Верховного Совета СССР от 8 апреля 1971 года присвоено звание Героя Социалистического Труда с вручением ордена Ленина и золотой медали «Серп и Молот».
Умер в Жондорском районе Бухарской области после 1985 года.